# Beauvain
Beauvain is een gemeente in het Franse departement Orne (regio Normandië) en telt 253 inwoners (1999). De plaats maakt deel uit van het arrondissement Alençon.

## Geografie
De oppervlakte van Beauvain bedraagt 12,8 km², de bevolkingsdichtheid is 19,8 inwoners per km².
De onderstaande kaart toont de ligging van Beauvain met de belangrijkste infrastructuur en aangrenzende gemeenten.

## Demografie
Onderstaande figuur toont het verloop van het inwonertal (bron: INSEE-tellingen).